# Tetradium daniellii
Pour les articles homonymes, voir Arbre à miel.
Espèce
L’Arbre à miel, Tetradium daniellii, est une espèce d’arbres originaire des montagnes du nord de la Chine. Il est apprécié pour sa floraison odorante très mellifère en panicules crème et pour son feuillage luxuriant. Il est encore assez rare en France.
Son nom « Tetradium » vient du grec « tetradion » qui signifie « quaterne » faisant référence à la forme des fleurs. Son ancien nom (avant 1981) d’Euodia (parfois Evodia, du fait d'une erreur orthographique) vient du grec qui désigne une bonne odeur.
Il est aussi appelé Tétradium de Daniel ou Euodie de Daniel.

## Description

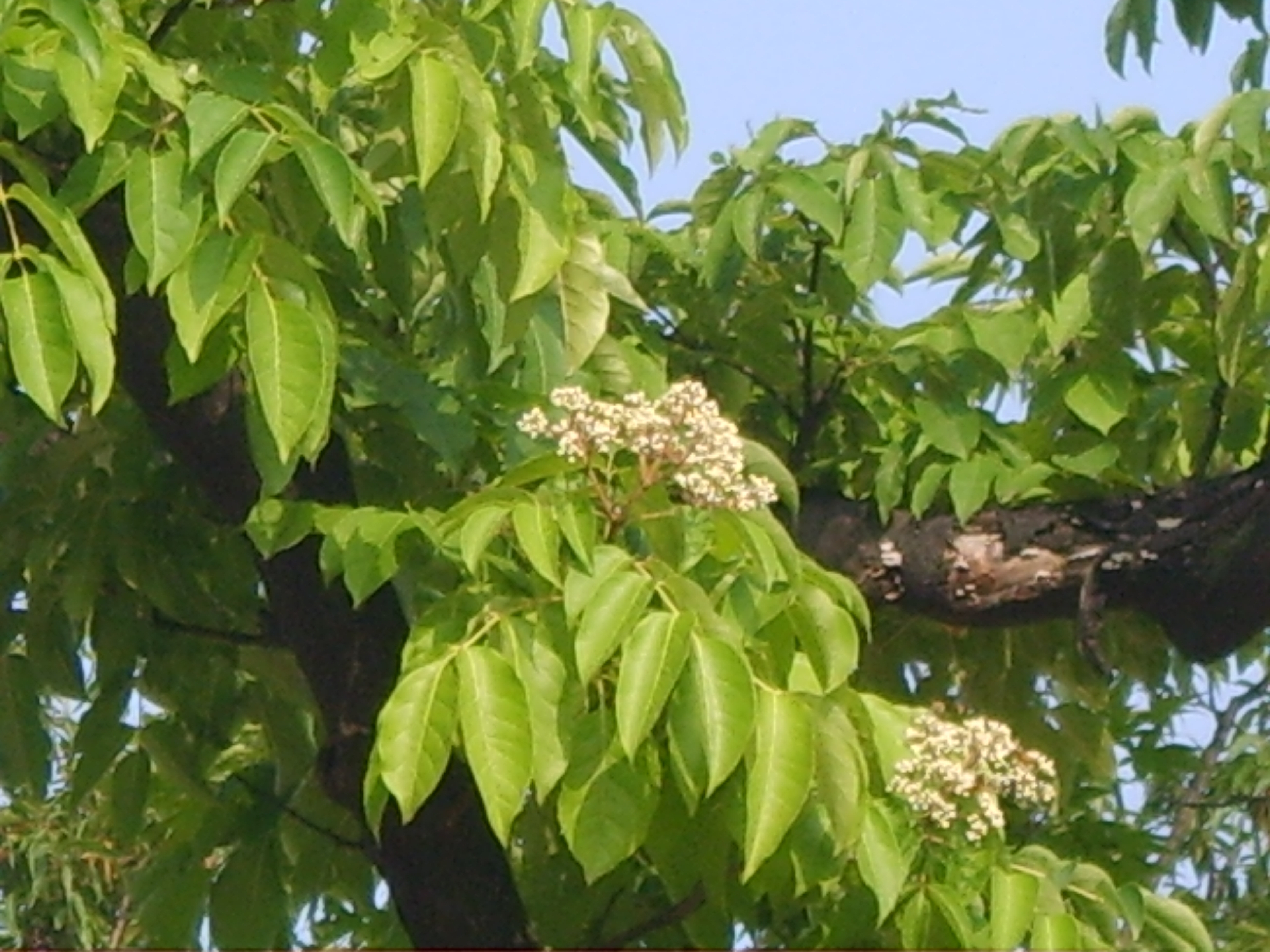
Feuillage et inflorescence.

Cet arbre dioïque très rustique (-25 °C), à croissance rapide (50 cm par an dans de bonnes conditions), se dresse jusqu'à 20 m de haut et forme une large couronne de 5 m de diamètre. Son écorce grise rappelle celle du hêtre. 
Le feuillage caduc opposé imparipenné, sans stipule, mesure de 15 à 40 cm de long et se compose de 5 à 11 folioles ovales, pointues aux deux extrémités, à marge ondulée. Les folioles mesurent environ 5 à 18 centimètres de long et de 3 à 10 centimètres de large. Le limbe se teinte d'un joli vert sombre vernissé sur le dessus avec un revers velouté bleuté. Il contient des glandes sécrétrices visibles à l’œil nu qui lui donnent un aspect piqueté et un léger arôme au froissement. On retrouve ce caractère chez les autres membres de la famille des Rutacées tels que la rue et les agrumes. Le feuillage jaunit avant de chuter à l'automne.
L'arbre à miel porte en bout de branches (en position terminale et axillaire) des corymbes de 10-15 cm de large, rouges ou pourpres en boutons qui déploient des nuées de petites fleurs crème très odorantes en fin du printemps et surtout fin juillet et première quinzaine d'août. La floraison est capable de se poursuivre jusqu'à la fin de l'été dans les régions tempérées. 
Les fleurs sont unisexuées et possèdent 4 ou 5 sépales (0,5 à 1,5 cm) et 4 ou 5 pétales blanchâtres avec le même nombre d'étamines pour les fleurs mâles. Le pistil des fleurs femelles est encadré de disques nectarifères et les carpelles contiennent 1 ou 2 ovules. 

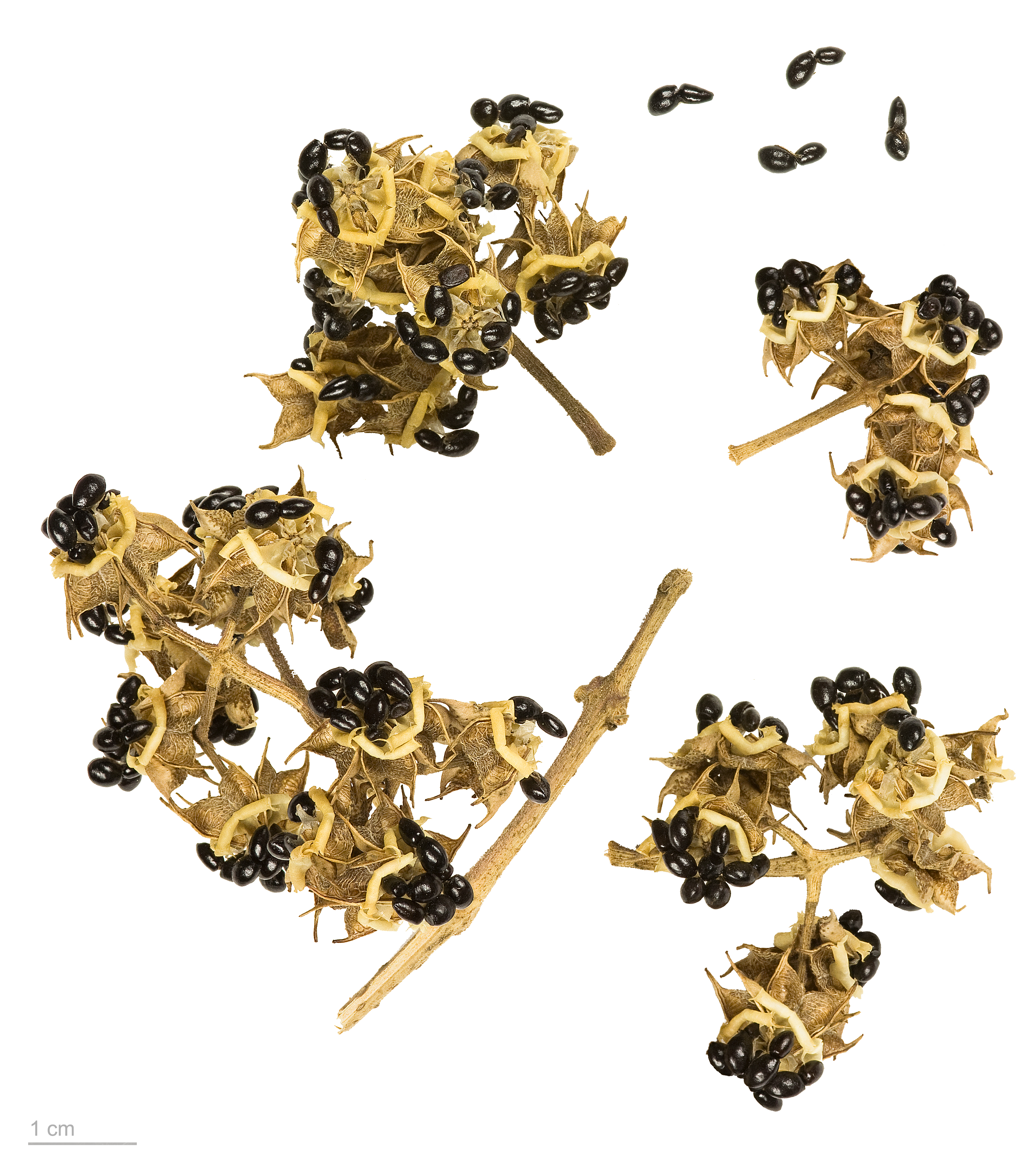
Graines

Après fécondation, les corymbes, formés de follicules de 2 à 8 mm, prennent une couleur rouge vif laissant apparaître les graines luisantes noires de 2-3 mm. Ces graines oléagineuses munies d'un bec restent attachées aux follicules et sont très appréciées des oiseaux qui s'en nourrissent vers la mi-décembre. Elles servent aussi à produire une huile utilisée en cuisine et pour les cheveux en Corée. Attention, plusieurs autres espèces de Tetradium ont des graines toxiques.
Le nombre de chromosomes est 2n = 76 ou 2n = 78.

## Répartition et habitat
Le genre Tetradium, baptisé avant 1981 Euodia, réunit 8 ou 9 espèces de petits arbres caducs faisant partie de la famille des Rutacées. Toutes les espèces sont natives d'Extrême-Orient occupant une zone allant des montagnes du nord de la Chine (provinces de l'Anhui, Gansu, Hubei, Hunan, Shaanxi et Shandong) à l'est de l'Himalaya jusqu'au Japon, Corée, le sud de Java et Sumbawa.
L'espèce daniellii est pratiquement la seule espèce cultivée pour l'ornement ou pour la production de miel alors que d'autres espèces sont mellifères. On la surnomme « l'arbre à miel » ou « l'arbre aux cent mille fleurs » tant sa floraison est généreuse et attractive pour les abeilles.

## Culture
L'arbre à miel vit en forêt, en lisière ou sur les pentes ouvertes depuis le niveau de la mer jusqu'à 3 200 m d'altitude. Il s'adapte à tous les sols mêmes pauvres ou calcaires mais préfère les sols neutres et drainants. Il apprécie peu les endroits venteux car ses branches sont fragiles.
L'exposition à mi-ombre lui convient bien. Il résiste bien à la sécheresse et au froid une fois installé mais il faut le protéger du froid et du manque d'eau les cinq premières années.
Il se reproduit très bien par semis ou par bouture aoûtée et pousse vite (mais il faut le protéger du froid les premiers hivers). Ses graines ne nécessitent aucune stratification pour germer au printemps. Les jeunes plants sont sensibles aux limaces et escargots qui en sont friands.
Son seul défaut est d'être sensible aux gelées qui grillent le feuillage car celui-ci apparaît tôt dans la saison (dès la fin de l'hiver). Sa longévité est assez courte allant de 15 à 60 ans.

## Utilisations
La fleur de ce Tetradium offre un des nectars les plus riches en sucre (44 à 64 %) dont la quantité par fleur atteint 0,2 mg. Le pollen constitue également une très bonne source de nourriture pour les abeilles. La floraison correspond dans certaines régions à une période creuse précédant celle du lierre qui a lieu en octobre. L'arbre est apprécié des apiculteurs car sa floraison comble un vide mais aussi parce que l'essence ne montre pas de phénomène d'alternance comme le robinier ou le tilleul. Le miel peut avoir un goût astringent et une odeur forte mais cela a peu d'importance car il est récolté par les abeilles en fin de saison et sera donc utilisé comme réserve hivernale par les abeilles et non récolté par l'apiculteur.
L'arbre à miel est de plus en plus utilisé comme arbre d'alignement dans les villes, le long des rues ou des lignes de tramway (notamment à Montpellier).
Note : le terme « arbre de miel » désigne aussi le Sophora japonica.

## Systématique
L'espèce initialement connue sous le nom Euodia daniellii a été renommée en 1981 par le botaniste Américain Thomas Gordon Hartley sous le nom Tetradium daniellii.
Il y a beaucoup de synonymes connus pour cette espèce dont:
- Ampacus danielli (Benn.) Kuntze
- Euodia baberi Rehder & EHWilson
- Euodia delavayi Dode
- Euodia henryi Dode
- Euodia labordei Dode
- Euodia velutina Rehder & EHWilson
- Euodia vestita W.W.Smith
- Zanthoxylum bretschneideri Maxim.

L'épithète daniellii a été donné en l'honneur du médecin militaire et botaniste britannique William Freeman Daniell (1818-1865).